# Rising Student's Club
Il Rising Student's Club è una società calcistica indiana femminile con sede nella città di Odisha. Milita nell'Indian Women's League.

## Strutture

### Stadio
Il Barabati Stadium è uno stadio polivalente a Cuttack, Odisha. Ha una capacità di 48 000 posti a sedere.

## Allenatori e presidenti
- ?-attuale  Sukhwinder Singh

## Organico

### Rosa
| N. |                  | Ruolo | Calciatore       |
| -- | ---------------- | ----- | ---------------- |
| 1  | India (bandiera) | P     | Susmita Bera     |
| 2  | India (bandiera) | C     | Laxmi Munda      |
| 3  | India (bandiera) | D     | Juli Kirshan     |
| 4  | India (bandiera) | D     | Pipili Mohanty   |
| 5  | India (bandiera) | D     | Purnima Malik    |
| 6  | India (bandiera) | C     | Satyabadi Khadia |
| 7  | India (bandiera) | C     | Sibani Sharma    |
| 8  | India (bandiera) | P     | Rani Bhowmick    |
| 9  | India (bandiera) | A     | Munica Minz      |

| N. |                  | Ruolo | Calciatore        |
| -- | ---------------- | ----- | ----------------- |
| 10 | India (bandiera) | C     | Ashrita Kangadi   |
| 11 | India (bandiera) | A     | Devneta Roy       |
| 12 | India (bandiera) | A     | Sradhanjali Panda |
| 14 | India (bandiera) | A     | Jasoda Munda      |
| 15 | India (bandiera) | A     | Jyoshna Kishan    |
| 16 | India (bandiera) | A     | Krishna Barick    |
| 17 | India (bandiera) | A     | Barsha Mahakud    |
| 18 | India (bandiera) | A     | Prerna Mishra     |
| 21 | India (bandiera) | P     | Puja Sahu         |

### Allenatori vincitori di titoli
I seguenti allenatori hanno vinto almeno un trofeo quando erano alla guida del club indiano:
| Trofei | Nome             | Stagione  |
| ------ | ---------------- | --------- |
| 1      | Sukhwinder Singh | 2017-2018 |

## Palmarès

### Competizioni nazionali
- Indian Women's League: 1

2017-2018